# Кути (Хошимин)
Кути (вьет. Củ Chi) — пригородный сельский уезд, расположенный на северо-западе города Хошимин, Вьетнам. В уезде проживает 462 тысячи человек.

## Этимология
Вьетнамское слово Củ Chi происходит от старых мон-кхмерских слов Tonle Sre (ទន្លេស្រែ, «река рисового поля») или Sre (ស្រែ «рисовое поле»). 

## История
Во время войны во Вьетнаме с 1967 года базовый лагерь Кути служил базой для 269-го авиационного батальона армии США .
Уезд известен своими туннелями Кути, которые были построены во время войны во Вьетнаме и служили штаб-квартирой для Вьетконга. Тоннели подверглись атаке американской армии в ходе операции «Кримп». Сегодня в районе расположены множество промышленных зон.
В 2019 население уезда — 462 047 человек. На 2010, население уезда составляло 355,822 человек. Площадь уезда составляет 435 км². Столицей уезда является одноимённый город Кути.

## Административное деление
Район состоит из 1 города (столицы уезда) и 20 общин.
Общины:
| - Фухоадонг - Тантханьдонг - Тантханьтай - Тананхой - Тантхонгхой - Чунган - Фыоквиньан - Хоафу - Тхайми - Фыоктхань | - Анфу - Чунглаптхынг - Нуандук - Фамванкой - Биньми - Фыокхиэп - Чунглапха - Танфучунг - Фумихынг - Аннхонтай |